# Rodrigo Oswaldo Chaves Samudio
Rodrigo Oswaldo Chaves Samudio (* 29. Mai 1962 in Mérida) ist ein venezolanischer Diplomat.

## Leben
Rodrigo Oswaldo Chaves Samudio studierte Medizin an der Anden-Universität in Mérida. Es folgte bis 1991 über drei Jahre ein Studium der allgemeinen Chirurgie an der Universidad Central de Venezuela in Caracas. Er übernahm dann verschiedene Funktionen im venezolanischen Gesundheitswesen.
Im Jahr 2004 war er von Januar bis April Büroleiter des venezolanischen Präsidenten Hugo Chávez. Es folgte 2005 eine Entsendung als venezolanischer Botschafter nach Italien. Zugleich war er Botschafter in Malta und bei der Ernährungs- und Landwirtschaftsorganisation der Vereinten Nationen (FAO). Im Anschluss war er von 2006 an als Vizeaußenminister seines Landes für den Bereich Europa zuständig, bis er 2008 Botschafter in Griechenland wurde. 2012 wechselte er in das Amt des venezolanischen Botschafters in Deutschland.